# 駢賦
骈赋又称俳賦、排賦，具駢文要點而有押韻之賦稱駢賦。
骈赋始於漢朝，盛行於六朝，姚华《论文后编·目录中》：“当古赋渐变，律赋未起，转徙所经，或谓駢赋，强为分别，反加紊乱。”骈赋的特色是駢四儷六，讲求对仗，麗藻雅辭，是以字句雕琢，寫得花團錦簇。骈赋多注重形式華美，辭藻益茂，內容反而不是重點。江淹有《别赋》。